# Kanton Tende
Kanton Tende (francouzsky Canton de Tende) je francouzský kanton v departementu Alpes-Maritimes v regionu Provence-Alpes-Côte d'Azur. Tvoří ho dvě obce.

## Obce kantonu
- La Brigue
- Tende